# 베이촨 창족 자치현

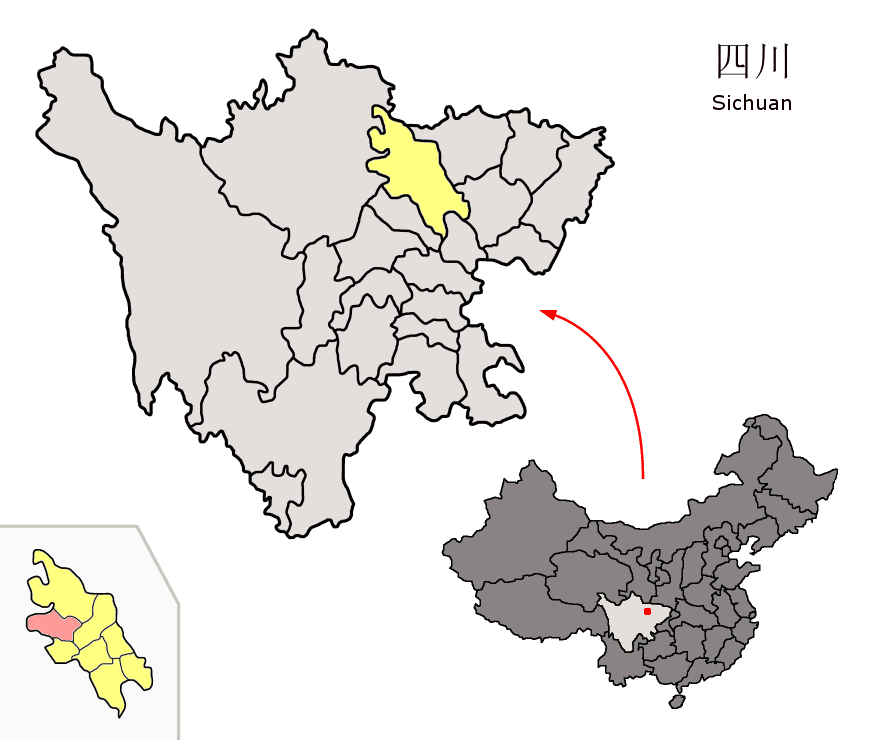
베이촨 창족 자치현의 위치

베이촨 창족 자치현(한국어: 북천강족자치현, 중국어 간체자: 北川羌族自治县, 병음: Běichuān Qiāngzú Zìzhì Xiàn)은 중화인민공화국 쓰촨성 몐양 시에 위치한 자치현이다. 쓰촨 성의 민족이 다양한 산지 지역에 위치해있다. 넓이는 2869km2이고, 인구는 2007년 기준으로 160,000명이다. 2008년 쓰촨 성 대지진 이후에 융창 진이 새 현청 소재지가 되었다.

## 지리
연평균 기온은 15.6 °C이고 연평균 강수량은 1399mm이다. 2006년, 전체 인구의 56.7%가 창족과 티베트족이고 40.1%가 한족이었다.

## 역사
북주가 통치하던 556년에 처음으로 행정 구역이 설치되었다. 당나라 때 북천에 다른 현인 석천현(중국어: 石泉, 병음: Shíquán)이 설치되었고 651년에 북천현은 석천현에 흡수되었다.
중화민국은 1914년에 산시성의 다른 스취안현과의 혼란을 피하기 위해 예전의 이름인 베이촨 현으로 이름을 바꾸었다. 1988년에 중화인민공화국은 베이촨 현에 창족 자치현의 지휘를 부여했다. 베이촨 창족 자치현은 2003년에 공식적으로 만들어졌다.

### 쓰촨 성 대지진
베이촨은 2008년 쓰촨 성 대지진 때 가장 심각한 피해를 입은 곳이다. 베이촨 고등학교의 두 개의 주요 건물이 붕괴되어 1000명이 넘는 학생들이 목숨을 잃었다. 베이촨 정부 건물을 포함한 현 건물의 80%가 붕괴되었다.
지진은 또한 탕자 산 산사태의 원인이 되었고 젠 강이 막혀서 탕자산 호를 만들었다. 호수는 일단 탕자산 댐이 붕괴되면 100만이 넘는 하류의 지역 사회에 재앙적인 홍수의 원인이 될 터였다. 2008년 6월 10일에 인공 수로를 건설하여 호수의 물을 흘러보냈고 마을의 사람들을 다른 곳으로 철수시켰다. 사상자는 없었다.

## 행정 구역
3개 진, 16개 향, 1개 민족향을 관할한다.
- 진: 曲山镇, 擂鼓镇, 通口镇.
- 향: 香泉乡, 陈家坝乡, 桂溪乡, 贯岭乡, 禹里乡, 漩坪乡, 白坭乡, 小坝乡, 片口乡, 开坪乡, 坝底乡, 白什乡, 青片乡, 都坝乡, 墩上乡, 马槽乡.
- 민족향: 桃龙藏族乡.